# Hubmannsegg
Hubmannsegg ist ein Ortsteil der Stadt Füssen im schwäbischen Landkreis Ostallgäu in Bayern. Die Einöde liegt etwa einen Kilometer nördlich des Weißensees und etwa drei Kilometer westlich von Füssen.

## Geschichte
Der Name leitet sich vom frühneuhochdeutschen hutman („Hüter, Wächter“) ab und bedeutet „Eck des Wächters“. Am 1. Mai 1978 wurde Hubmannsegg als Ortsteil der bis dahin selbstständigen Gemeinde Weißensee in die Stadt Füssen eingegliedert. 2018 wurde das ehemalige Bauernhaus, im Kern aus dem Anfang des 19. Jahrhunderts, durch einen Brand stark beschädigt, in der Folge abgerissen und durch ein Wohnhaus ersetzt.

## Sehenswürdigkeiten und Tourismus
Etwa einen Kilometer westlich von Hubmannsegg befindet sich der ehemalige Pestfriedhof von Weißensee. An Hubmannsegg vorbei führt die Kneipp-Radrunde, eine regionale Themenroute der Radreiseregion Schlosspark.